# Luce Irigaray
Luce Irigaray (ur. 3 maja 1930 w Belgii) – francuska myślicielka i aktywistka feministyczna, autorka prac o charakterze interdyscyplinarnym, z pogranicza filozofii, psychoanalizy i językoznawstwa, przedstawicielka feminizmu postmodernistycznego. 

## Życiorys
Urodzona w Belgii, Luce Irigaray ukończyła studia na Uniwersytecie w Lowanium (1955). Na początku lat 60. przeniosła się do Francji, gdzie studiowała psychologię na Uniwersytecie Paryskim i w 1962 roku uzyskała dyplom z psychopatologii. W latach 1962–1964 pracowała w Fonds National de la Recherche Scientifique w Belgii, a od 1964 roku w Centre National de la Recherche Scientifique (CNRS) w Paryżu. W latach 60. była uczennicą psychoanalityka Jacques'a Lacana w założonej przez niego Ecole Freudienne de Paris. Została praktykującą psychoanalityczką. W 1968 roku uzyskała stopień doktora językoznawstwa. W latach 1970–1974 wykładała na Université de Vincennes. W tym czasie była też członkinią Ecole Freudienne de Paris. W 1974 roku opublikowała swoją drugą rozprawę doktorską (tym razem filozoficzną), zatytułowaną Speculum. De l’autre femme, w której przedstawiła między innymi krytykę fallocentryzmu psychoanalizy Freuda i Lacana. Zaraz po tej publikacji utraciła posadę na Université de Vincennes i została wykluczona ze społeczności ortodoksyjnych psychoanalityków lacanowskich. Mimo to dalej rozwijała swoją karierę naukową, zdobywając (głównie dzięki pracy Éthique de la différence sexuelle z 1984) pozycję jednej z ważniejszych postaci filozofii kontynentalnej. Poza pracą naukową Luce Irigaray przez wiele lat aktywnie wspierała ruchy feministyczne, zwłaszcza we Francji i we Włoszech.

## Poglądy
Irigaray jest jedną z czołowych postaci filozofii feministycznej, szczególnie w nurcie postmodernistycznym i psychoanalitycznym.
W swojej pierwszej znaczącej publikacji – Speculum. De l’autre femme – Luce Irigaray przedstawiła krytykę wykluczenia kobiet z historii filozofii i teorii psychoanalitycznej. Jej kolejne prace, obejmujące również obszar lingwistyki strukturalnej, zawierają szczegółową analizę tego zjawiska. Irigaray uważa, że tradycyjne kojarzenie kobiet z bezmyślną materią i naturą, a także z rolą „matki”, ma negatywne implikacje dla kobiecej podmiotowości. Choć kobiety mogą osiągnąć podmiotową pozycję przejmując podmiotowość męską, to osobna podmiotowość kobieca nie istnieje. Prace Irigaray mają na celu ujawnienie tego braku podmiotu kobiecego w zachodniej kulturze. Skoro wszystko, co kobiece wyrzucone zostało poza sferę kultury, to w kulturze nie ma prawdziwej różnicy płciowej. Co więcej, wykluczone z podmiotowości i kultury kobiety nieświadomie tę kulturę wspierają – społeczeństwo nie mogłoby funkcjonować bez ich szczególnego udziału. Według Irigaray kultura Zachodu ufundowana jest na poświęceniu „matki”, a przez nią na poświęceniu kobiet w ogóle. Kobietom potrzebna jest tożsamość społeczna odrębna od roli macierzyńskiej. Samo jednak przejście z natury do kultury nie wystarczy. Prawdziwa zmiana społeczna wymaga bowiem – jak sądzi Irigaray – byśmy przestali postrzegać naturę jako bezmyślną materię, która powinna być zdominowana i kontrolowana. Kobiety potrzebują własnej podmiotowości, mężczyźni z kolei powinni bardziej identyfikować się z cielesnością. Przedstawiciele obu płci powinni rozumieć siebie jako należących zarówno do natury, jak i kultury.
Poza krytyką, Luce Irigaray w swoich pismach proponuje metody przezwyciężania niekorzystnej sytuacji kobiet w kulturze Zachodu. Metoda mimetyczna, nazywana też strategicznym esencjalizmem, utopijne ideały i nowy język mogłyby jej zdaniem przeobrazić kulturę. Parodiowanie stereotypowych zachowań „kobiecych” przez same kobiety, teatralizacja tych zachowań, ma według Irigaray moc „unicestwiania efektów fallocentrycznego dyskursu”. Sama możliwość parodiowania jakiegoś zachowania dowodzi, że osoba parodiująca jest kimś innym niż postać parodiowana. Irigaray uważa, że kobiety mogą stworzyć język kobiecy – nie tylko różny od męskiego, ale również daleki od „neutralności” genderowej (jej zdaniem bezcelowej, a nawet niemoralnej – jako wyraz unikania odpowiedzialności za własne słowa i czyny). Nie próbuje jednak samodzielnie tworzyć takiego języka, ani nie opisuje prawdziwej kobiecej podmiotowości, ponieważ wierzy, że to, co kobiece, musi wyłonić się z kolektywnego zaangażowania w mimetyczną grę z męskim dyskursem. W swoich pracach oferuje jedynie wskazówki w postaci utopijnych ideałów, które mogą służyć jako punkty odniesienia w dyskusjach między kobietami.
Część argumentacji stosowanej przez Irigaray została wyśmiana przez Alana Sokala w książce Modne bzdury. Sokal skupił się na przykładzie dotyczącym wykluczenia, w którym Irigaray dowodziła, że mechanika płynów zajmuje się kobiecymi aspektami i dlatego jest mało badana, natomiast mechanika ciała stałego jest popularną gałęzią fizyki z powodu swojej „męskości”.

## Najważniejsze publikacje
- 1973 Le Langage des déments
- 1974 Speculum. De l’autre femme
- 1977 Ce sexe qui n’en est pas un
- 1979 Et l’une ne bouge pas sans l’autre
- 1980 Amante marine de Friedrich Nietzsche
- 1981 Le Corps-à-corps avec la mère
- 1982 Passions élémentaires
- 1983 L’Oubli de l’air - chez Martin Heidegger
- 1983 La Croyance même
- 1984 Éthique de la différence sexuelle
- 1985 Parler n’est jamais neutre
- 1987 Sexes et parentés
- 1989 Le Temps de la différence. Pour une révolution pacifique
- 1990 Sexes et genres à travers les langues
- 1990 Je, tu, nous. Pour une culture de la différence
- 1992 J’aime à toi
- 1997 Être deux
- 1999 Entre Orient et Occident
- 2004 Prières quotidiennes / Everyday prayers

## Tłumaczenia na język polski
- Ta płeć, która nie jest jedna, tłum. Krystyna Kłosińska, FA-art 1996, nr 4 (26)
- Ciało w ciało z matką, tłum. Agata Araszkiewicz, Wydawnictwo eFKa, 2000.[4]
- Rynek kobiet, tłum. Agata Araszkiewicz, w Przegląd filozoficzno-literacki, nr 1(13)2003, s. 15-30.
- Ta płeć (jedną) płcią niebędąca, tłum. Sławomir Królak, Wydawnictwo Uniwersytetu Jagiellońskiego, Kraków 2010.
- Narodzić się, tłum. Katarzyna Szopa, Wydawnictwo Słowo/obraz/terytoria, Gdańsk 2024.